# Matteo Salvini
Matteo Salvini (Milano, 9. ožujka 1973.), talijanski novinar, političar i ministar unutarnjih poslova Talijanske Republike. 
Rođen je i odrastao u Milanu. Pohađao je humanističku gimnaziju, završio s maturom i studirao povijesnu znanost u istom gradu. Pristupio je 1990. separatističkoj partiji Lega Nord.
Salvini je 2004. osvojio mandat u Europskom parlamentu. U mladosti je bio poznat kao član ljevičarskih skupina. Zalaže se za remigraciju ilegalnih migranata. 
Matteo Salvini je protivnik eura, kojeg je opisao kao "kriminalnu valutu".